# Drosophila cilifera
Drosophila cilifera är en tvåvingeart som beskrevs av Elmo Hardy och Kenneth Y. Kaneshiro 1968. Drosophila cilifera ingår i släktet Drosophila och familjen daggflugor.
Artens utbredningsområde är Hawaii.